# Louis Garrel
Pour les articles homonymes, voir Garrel.
Louis Garrel est un acteur, réalisateur et scénariste français, né le 14 juin 1983 à Paris.
Fils des réalisateurs Philippe Garrel et Brigitte Sy, il fait ses premiers pas au cinéma à l'âge de 5 ans dans deux films de son père avant de se faire connaître du grand public dans Innocents de Bernardo Bertolucci en 2003. Il obtient le César du meilleur espoir masculin, trois ans plus tard, pour son interprétation de François Dervieux dans Les Amants réguliers — avant de remporter en 2009 le prix Patrick-Dewaere.
Il a tourné comme acteur sous la direction de nombreux cinéastes français et étrangers reconnus dont Christophe Honoré, Michel Hazanavicius, Quentin Dupieux, Arnaud Desplechin, Valeria Bruni Tedeschi, Martin Bourboulon, Xavier Dolan, Woody Allen, Greta Gerwig, Maïwenn et Roman Polanski.
À partir de 2008, il mène en parallèle de sa carrière d'acteur, celle de réalisateur réalisant d'abord des courts métrages puis des longs métrages ; figurent parmi ces derniers : Les Deux Amis (2015), L'Homme fidèle (2018), La Croisade (2021) et L'Innocent (2022).
Il est nommé six fois aux César : quatre fois pour le César du meilleur acteur dans un second rôle et deux fois pour le César du meilleur acteur.
Il obtient en 2023 le César du meilleur scénario original, avec Tanguy Viel et Naïla Guiguet, pour L'Innocent.

## Biographie

### Jeunesse et formation
Louis Garrel est le fils du réalisateur Philippe Garrel et de l'actrice et réalisatrice Brigitte Sy, ainsi que le petit-fils de l’acteur Maurice Garrel. Il a une sœur cadette, l'actrice Esther Garrel et une demi-sœur également actrice Lena Garrel.
Filmant les gens qui lui sont proches et sa propre famille, Philippe Garrel emploie très tôt son fils devant la caméra : le jeune Louis joue alors en compagnie de sa mère et de son grand-père dans les films de son père, et tout spécialement dans Les Baisers de secours (1989) à l'âge de 6 ans.
Admirateur de Jean-Pierre Léaud, son parrain, l'adolescent Louis Garrel suit les cours de théâtre de son collège ainsi que ceux du conservatoire du 10e arrondissement de Paris. Après des études littéraires suivies au lycée Fénelon à Paris, il se détourne de la voie classique et renonce au baccalauréat afin de poursuivre ses études au Conservatoire national supérieur d'art dramatique de Paris, dont il sort diplômé en 2004. Il multiplie parallèlement les expériences et les stages, dont celui qu'il réalise à la Fémis, avec son père comme maître de stage, puis obtient son premier véritable rôle au cinéma en 2001, dans Ceci est mon corps de Rodolphe Marconi, avec Jane Birkin.

### Carrière

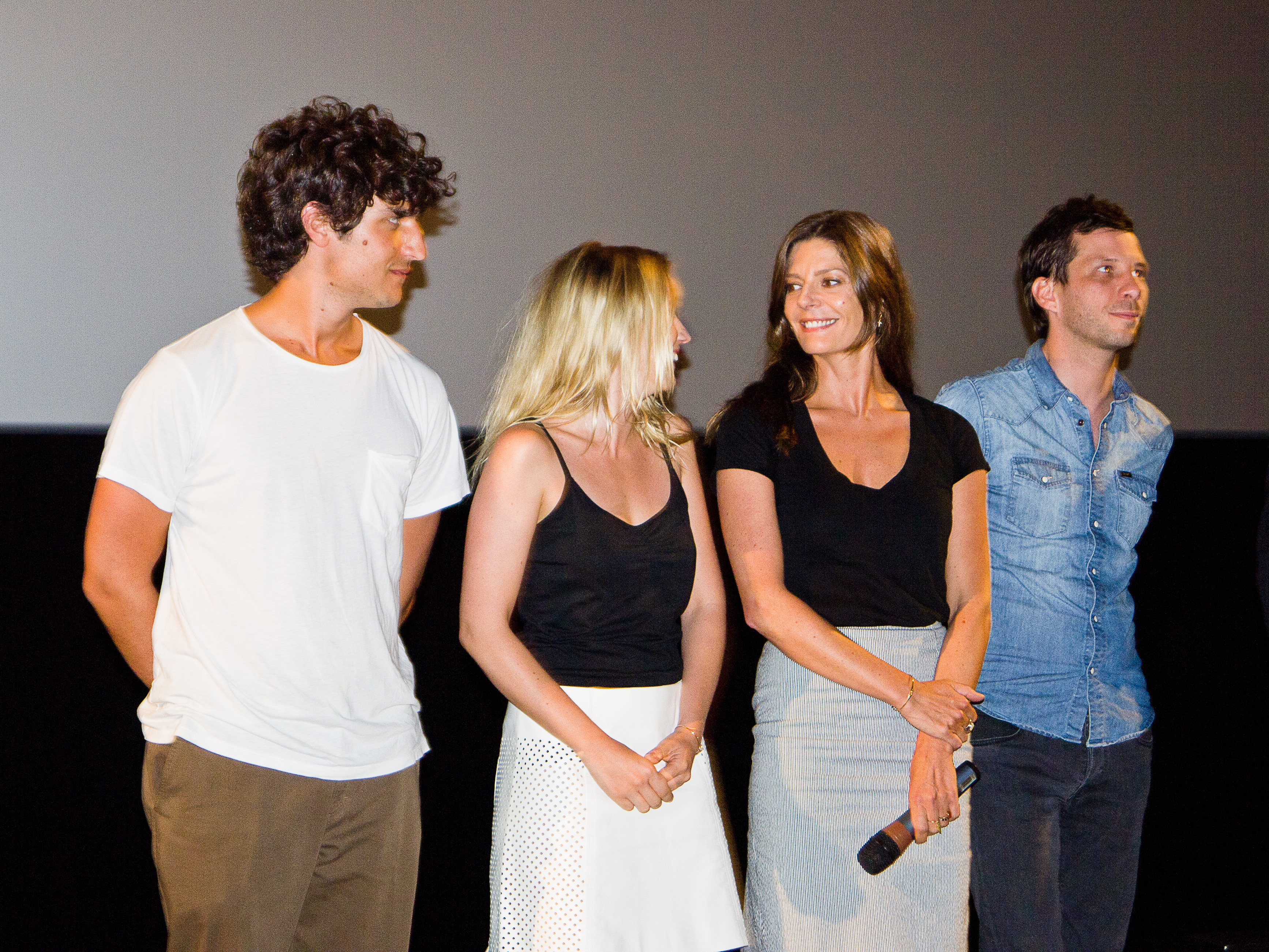
Louis Garrel (à gauche) accompagné de Ludivine Sagnier, Chiara Mastroianni et Alex Beaupain à l'avant première de Les Bien-aimés au cinéma UGC Les Halles en août 2011.

Louis Garrel poursuit sa carrière au cinéma en tournant notamment dans deux évocations de Mai 68 : Innocents de Bernardo Bertolucci en 2003 avec Eva Green et Les Amants réguliers de Philippe Garrel en 2005. C'est pour ce dernier film qu'il obtient en 2006 deux récompenses : l'Étoile d'or de la révélation masculine décernée par l’Académie de la presse du cinéma français et le César du meilleur espoir masculin.
Il devient l'acteur fétiche du cinéaste Christophe Honoré, avec lequel il collabore à six reprises dans les longs métrages :
- Ma mère (2004), adaptation du roman éponyme de Georges Bataille avec Isabelle Huppert ;
- Dans Paris (2006), aux côtés de Romain Duris ;
- Les Chansons d'amour (2007), film pour lequel il dévoile aussi des talents de chanteur[6] ;
- La Belle Personne (2008), adaptation libre de La Princesse de Clèves, roman de Madame de La Fayette, où il joue le rôle d'un professeur d'italien tombant amoureux de l'une de ses élèves ;
- Non ma fille, tu n'iras pas danser (2009) ;
- Les Bien-aimés (2011).

En 2007, il est également à l'affiche d’Actrices, le second film de Valeria Bruni Tedeschi.
En 2008, Louis Garrel est à l'affiche de Choisir d'aimer — moyen métrage de Rachid Hami (remarqué dans L'Esquive) — et de La Frontière de l'aube de Philippe Garrel où il campe un jeune photographe épris d'une star de cinéma.

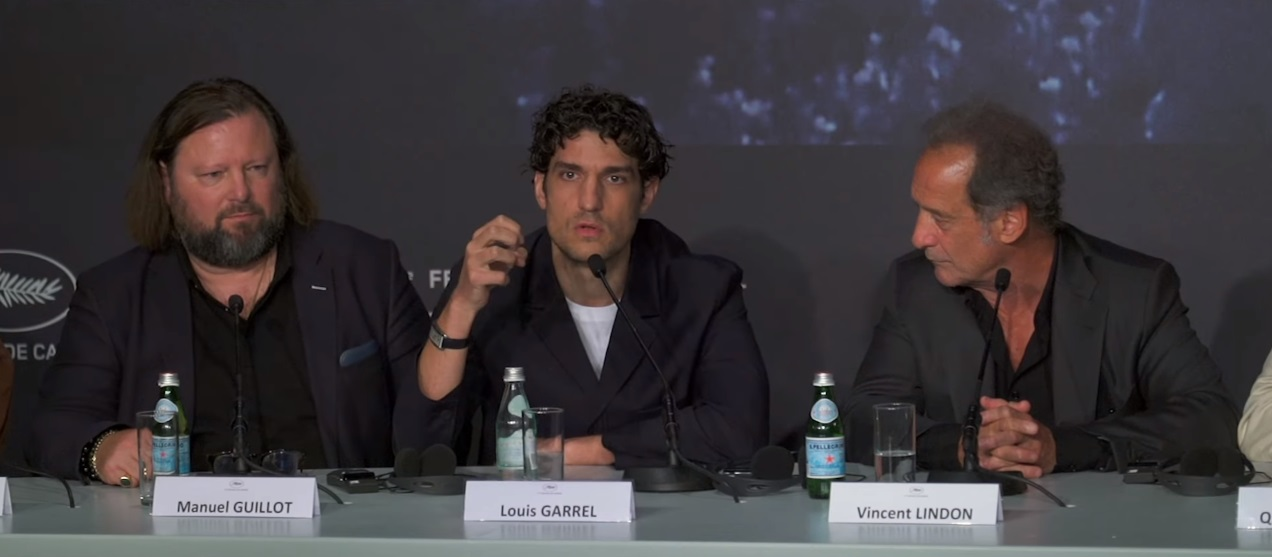
L'acteur lors d'une conférence au Festival de Cannes 2024 pour Le Deuxième Acte, aux côtés de Vincent Lindon et Manuel Guillot.

La même année, il se lance dans la mise en scène en réalisant son premier court métrage, Mes copains. Deux ans plus tard, il réalise un second court métrage, Petit Tailleur.
Lauréat du prix Patrick-Dewaere, il fait une apparition dans Les Amours imaginaires, le second film du jeune réalisateur Xavier Dolan, sorti en 2010.
En 2011, il réalise un troisième court métrage, La Règle de trois, avec Vincent Macaigne et Golshifteh Farahani, présenté au Festival international du film de Locarno, et lauréat du prix Jean-Vigo du court métrage 2012.
En 2014, il interprète Jacques de Bascher, l'amant de Karl Lagerfeld et d'Yves Saint Laurent, dans le film Saint Laurent de Bertrand Bonello.
Son premier long métrage, Les Deux Amis, coécrit avec Christophe Honoré et interprété par Golshifteh Farahani, Vincent Macaigne et lui-même,,, sort au cinéma en 2015.
En octobre 2022 il est membre du jury du 17e Festival international du film de Rome, présidé par Marjane Satrapi, aux côtés des réalisateurs Juho Kuosmanen, Pietro Marcello et de la productrice Gabrielle Tana.

### Vie privée
Après cinq ans de relation, Louis Garrel se sépare en 2012 de Valeria Bruni Tedeschi, son aînée de dix-neuf ans avec qui, en 2009, il avait adopté une fille Oumy au Sénégal,,. En 2014, il a une brève liaison avec l'actrice iranienne Golshifteh Farahani. À partir de 2015, il est le compagnon de l'actrice et mannequin Laetitia Casta ; ils se marient en Corse en 2017, avant d'avoir un garçon en 2021.

## Filmographie

### Acteur

#### Longs métrages

##### Années 1980
- 1988 : Les Ministères de l'art de Philippe Garrel : lui-même
- 1989 : Les Baisers de secours de Philippe Garrel : Lo

##### Années 2000
- 2001 : Ceci est mon corps de Rodolphe Marconi : Antoine
- 2002 : La Guerre à Paris de Yolande Zauberman
- 2003 : Innocents (The Dreamers) de Bernardo Bertolucci : Théo
- 2004 : Ma mère de Christophe Honoré : Pierre
- 2005 : Les Amants réguliers de Philippe Garrel : François Dervieux
- 2006 : Dans Paris de Christophe Honoré : Jonathan
- 2007 : Actrices de Valeria Bruni Tedeschi : Éric
- 2007 : Les Chansons d'amour de Christophe Honoré : Ismaël Bénoliel
- 2008 : La Belle Personne de Christophe Honoré : Jacques Nemours
- 2008 : La Frontière de l'aube de Philippe Garrel : François
- 2009 : Non ma fille, tu n'iras pas danser de Christophe Honoré : Simon

##### Années 2010
- 2010 : Le Mariage à trois de Jacques Doillon : Théo
- 2010 : Les Amours imaginaires de Xavier Dolan : l'invité à la fête
- 2011 : Les Bien-aimés de Christophe Honoré : Clément
- 2011 : Un été brûlant de Philippe Garrel : Frédéric
- 2012 : Les Coquillettes de Sophie Letourneur : lui-même
- 2013 : Un château en Italie de Valeria Bruni Tedeschi : Nathan
- 2013 : La Jalousie de Philippe Garrel : Louis
- 2014 : Saint Laurent de Bertrand Bonello : Jacques de Bascher
- 2015 : L'Astragale de Brigitte Sy : Jacky
- 2015 : Mon roi de Maïwenn : Solal
- 2015 : Les Deux Amis de lui-même : Abel
- 2016 : Mal de pierres de Nicole Garcia : André Sauvage
- 2016 : Planetarium de Rebecca Zlotowski : Fernand Prouvé
- 2017 : Les Fantômes d'Ismaël d'Arnaud Desplechin : Ivan Dedalus
- 2017 : Le Redoutable de Michel Hazanavicius : Jean-Luc Godard
- 2018 : Un peuple et son roi de Pierre Schoeller : Robespierre
- 2018 : L'Homme fidèle de lui-même : Abel
- 2019 : Les Filles du docteur March (Little Women) de Greta Gerwig : Friedrich Bhaer
- 2019 : J'accuse de Roman Polanski : Alfred Dreyfus

##### Années 2020
- 2020 : ADN de Maïwenn : François
- 2020 : Rifkin's Festival de Woody Allen : Philippe
- 2020 : L'Histoire de ma femme d'Ildikó Enyedi : Dedin
- 2021 : Mon légionnaire de Rachel Lang : Maxime
- 2021 : La Croisade de lui-même : Abel
- 2022 : L'Ombre du Caravage (L'ombra di Caravaggio) de Michele Placido : l'Ombre
- 2022 : L'Envol de Pietro Marcello : Jean
- 2022 : L'Innocent de Louis Garrel : Abel
- 2022 : Les Amandiers de Valeria Bruni Tedeschi : Patrice Chéreau
- 2022 : Coma de Bertrand Bonello : Dr. Ballard
- 2023 : Les Trois Mousquetaires : D'Artagnan de Martin Bourboulon : Louis XIII
- 2023 : Les Trois Mousquetaires : Milady de Martin Bourboulon : Louis XIII
- 2023 : Le Grand Chariot de Philippe Garrel : Louis
- 2024 : Le Deuxième Acte de Quentin Dupieux : David
- 2024 : Saint-Ex de Pablo Agüero : Antoine de Saint-Exupéry
- 2025 : Arco d'Ugo Bienvenu : Stewie (voix)
- 2025 : Chien 51 de Cédric Jimenez[21]
- 2026 : Juste une illusion d'Éric Toledano et Olivier Nakache

#### Voix
- 2015 : L'Ombre des femmes de Philippe Garrel : le narrateur
- 2018 : L'Île aux chiens (Isle of Dogs) de Wes Anderson : doublage (version française) de la voix de Spots
- 2018 : Funan de Denis Do : voix de Khuon

#### Courts ou moyens métrages
- 2006 : Un lever de rideau de François Ozon : Bruno
- 2007 : Choisir d'aimer de Rachid Hami : Pascal
- 2010 : Diarchia de Ferdinando Cito Filomarino : Luc
- 2011 : La Règle de trois de lui-même : Louis

#### Télévision
- 2017 : Les Fausses Confidences de Luc Bondy et Marie-Louise Bischofberger d'après la pièce de Marivaux : Dorante
- 2019 : Le Bureau des légendes, saison 5[22] : Mille Sabords

### Réalisateur

#### Courts métrages
- 2008 : Mes copains
- 2010 : Petit Tailleur
- 2011 : La Règle de trois

#### Longs métrages
- 2015 : Les Deux Amis
- 2018 : L'Homme fidèle
- 2021 : La Croisade
- 2022 : L'Innocent

## Musique
En 2018, Louis Garrel chante L'Aérogramme de Los Angeles, en duo avec Woodkid, pour l'album Génération(s) éperdue(s), une reprise de Yves Simon.

## Théâtre
- 2004 : Les Vagues d'après Virginia Woolf, mise en scène Guillaume Vincent
- 2005 : Viol de Botho Strauss d'après Titus Andronicus de William Shakespeare, mise en scène Luc Bondy, Odéon-Théâtre de l'Europe
- 2005 : La Trilogie de Belgrade de Biljana Srbljanović, mise en scène Christian Benedetti, Théâtre-Studio Alfortville
- 2006 : Baal de Bertolt Brecht, mise en scène Sylvain Creuzevault, Odéon-Théâtre de l'Europe, Ateliers Berthier
- 2012 : Le Retour d'Harold Pinter, mise en scène Luc Bondy, théâtre de l'Odéon, tournée
- 2014 : Les Fausses Confidences de Marivaux, mise en scène Luc Bondy, théâtre de l'Odéon, également jouée à Moscou dans le cadre du Festival international de théâtre Tchekhov (ru), en 2015.

## Distinctions

### Récompenses
- Étoiles d'or du cinéma français 2006 : révélation masculine pour Les Amants réguliers
- César 2006 : meilleur espoir masculin pour Les Amants réguliers
- Prix Patrick-Dewaere 2009
- Prix Jean-Vigo 2012 pour le court métrage La Règle de trois
- Lauréat de la fondation Gan pour le Cinéma 2013 pour Les Deux Amis[24]
- Festival international du film de Saint-Sébastien 2018 : prix du jury du meilleur scénario (avec Jean-Claude Carrière) pour L'Homme fidèle[25]
- César 2023 : meilleur scénario original pour L'Innocent

### Nominations
- César 2011 : meilleur court métrage pour Petit Tailleur
- César 2015 : meilleur acteur dans un second rôle pour Saint Laurent
- César 2016 : meilleur acteur dans un second rôle pour Mon roi
- César 2018 : meilleur acteur pour Le Redoutable
- César 2020 : meilleur acteur dans un second rôle pour J'accuse
- César 2021 : meilleur acteur dans un second rôle pour ADN
- César 2023 : meilleure réalisation, meilleur acteur pour L'Innocent